# Spia spione
Spia spione è un film del 1967 diretto da Bruno Corbucci.

## Trama
Carlo, un giovane e ingenuo cameriere, sogna di vivere delle avventure degne di un agente segreto.
Fra un sogno ad occhi aperti e un turno di lavoro nel locale notturno nel quale è dipendente, cerca anche di sedurre la sua vicina, l'affascinate giornalista Claudine, invitandola senza successo ad uscire con lui.
Quello che Carlo ignora, è che una banda di malviventi sorveglia il suo appartamento allo scopo di organizzare un furto con scasso. L'appartamento di Carlo si trova infatti al primo piano di un grande edificio borghese, i cui locali del pianterreno sono occupati dalla filiale di una banca.
Il gruppo di malviventi, guidato da un pittoresco personaggio chiamato "Il Professore" ha bisogno di penetrare nell'appartamento di Carlo per fare un sopralluogo. Visto che il loro complice specialista dello scasso è disponibile soltanto di giorno, sono costretti ad effettuare il sopralluogo mentre Carlo è in casa. Per fare in modo che l'ingenuo cameriere non si accorga di nulla, uno dei membri della banda, l'affascinante Ursula, decide di incontrare Carlo e di farsi sedurre da lui. In questo modo, mentre Ursula tiene occupato a letto il padrone di casa, i membri della banda prendono le necessarie misure per stabilire il punto esatto dove forare il pavimento.
La notte stessa, mentre Carlo é al lavoro, la banda penetra di nuovo nell'appartamento per effettuare il colpo. Dopo avere perforato il pavimento ed essere scesi nella camera blindata della banca, i malviventi si impossessano di una grande quantità di denaro contante. Dal canto suo, il Professore si interessa unicamente ad un piccolo gioiello conservato in una cassaforte separata. Si tratta del campione di una nuova lega di metallo ultra resistente destinata alle testate atomiche e alle astronavi. Il Professore infatti, non é un delinquente qualsiasi, ma lavora per una potente organizzazione di spionaggio.
Nel frattempo, Carlo, ancora sotto l'effetto dello choc passionale derivante dal fatto di essere stato sedotto da Ursula, combina un guaio dopo l'altro mentre é al lavoro, e finisce par farsi licenziare dal padrone. Tornato mestamente a casa, precipita distrattamente nel buco che i rapinatori hanno aperto nel pavimento della sua camera, col risultato di sorprenderli in pieno furto.
La banda prende Carlo prigioniero e risale con lui nel suo appartamento, con l'intenzione di eliminarlo. Ma qualcuno suona alla porta: si tratta della vicina di casa Claudine, che ha finalmente deciso di accettare l'invito di Carlo. I banditi fingono di essere degli amici di Carlo e si fanno trovare da Claudine tutti seduti ad un tavolo mentre giocano a carte con lui. Nascosto sotto il tavolo, il Professore minaccia Carlo, costringendolo a dire a Claudine che non ha tempo per lei. Per completare la messinscena, dalla camera da letto arriva Ursula seminuda, la quale invita Carlo a raggiungerlo.
Indignata dalla situazione, Claudine lascia l'appartamento sbattendo la porta. I banditi pensano adesso di potere infine eliminare Carlo, ma il Professore si rende conto che la cosa non è più possibile perché lui voleva effettuare il colpo senza lasciare la minima traccia, ma adesso Claudine, che li ha visti insieme a Carlo, è diventata una testimone pericolosa.
La banda di malviventi prende quindi la fuga in automobile portandosi dietro il goffo cameriere, con l'intenzione questa volta di eliminarlo una volta arrivati all'estero. Dopo qualche tragicomico tentativo di sottrarsi alla prigionia da parte di Carlo, la banda arriva in aperta campagna, dove un piccolo aereo da turismo li attende per portarli fuori dalle frontiere. Ma in quel momento, una banda rivale li intercetta e li attacca, e ne risulta una furibonda sparatoria. Mentre Ursula e gli altri membri della banda rispondono al fuoco, il Professore porta Carlo con sé sull'aereo e i due prendono il volo senza aspettare gli altri.
Dopo un avventuroso viaggio, durante il quale Carlo é costretto a improvvisarsi pilota d'aereo, i due arrivano in Spagna dove un'altra complice del professore li attende per portarli in un lussuoso hotel sul mare.
Il Professore, che ha bisogno di un uomo di paglia per un'altra pericolosa missione, e rendendosi conto dell'ingenuità di Carlo, pensa di servirsi di lui, facendogli credere di potere diventare un vero agente segreto. Carlo accetta senza esitare la proposta, trovandosi coinvolto in una nuova serie di bizzarre situazioni.